# Gavriil Vasil'evič Baranovskij

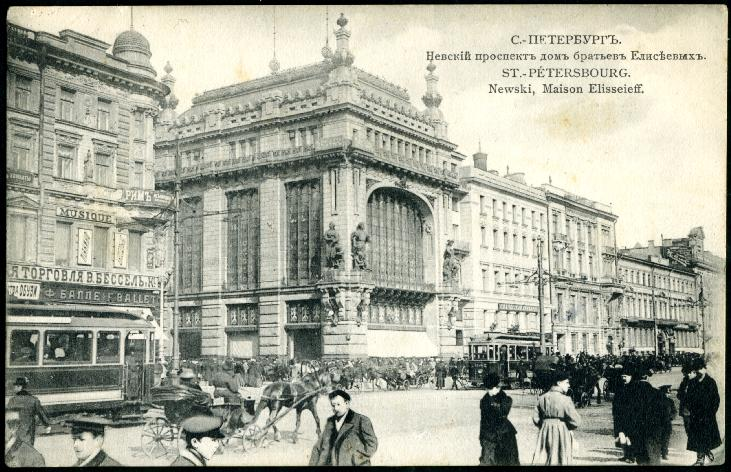
Emporio Eliseev, al civico 56 della Prospettiva Nevskij.

Gavriil Vasil'evič Baranovskij (in russo Гавриил Васильевич Барановский?; Odessa, 6 aprile o 25 marzo (calendario giuliano) 1860 – 28 giugno 1920) è stato un architetto, ingegnere, storico dell'arte ed editore russo, principalmente attivo nella città di San Pietroburgo per conto della famiglia Eliseev, ma praticò anche a Mosca e come realizzatore del primo piano urbanistico di Murmansk (1917).